# Ta’-Kola-Windmühle
Die Ta’-Kola-Windmühle (maltesisch Il-Mitħna ta’ Kola’, englisch Ta’Kola’ Windmill) ist eine Turmwindmühle in der Stadt Xagħra auf der zu Malta gehörenden Insel Gozo. Das Bauwerk ist als nationales Kulturgut im National Inventory of the Cultural Property of the Maltese Islands unter der Nummer 5 aufgeführt und geht auf das Jahr 1725 zurück. Der Name bezieht sich auf den letzten Müller Gużeppi Grech († 1987), der in Xagħra Żeppu ta’ Kola genannt wurde.

## Architektur
Der zylindrische, aus Stein gebaute Turm ist an der Basis von einem zweigeschossigen rechteckigen Bau umgeben, worin sich im Untergeschoss Werkstätten und Geschäftsräume befanden. Das Obergeschoss diente als Wohnung des Müllers und seiner Familie. An der Spitze des Turmes ragt die Flügelachse aus dem kegelförmigen Dach hervor, daran sind sechs Segelgatterflügel befestigt.

## Technik und Konstruktion
Die Bauweise folgt der im maltesischen Archipel üblichen Form der Turmwindmühle mit einem die Basis umgebenden Müllerhaus. Ursprünglich besaß die Windmühle wohl keine Nachführung, denn es wird berichtet, dass der Müller in ein Tritonshorn blies, sobald der Wind günstig stand, damit die Menschen in der Umgebung ihr Getreide zum Mahlen in die Mühle brachten. Der rezente Befund deutet auf eine später eingebaute Nachführung mittels auf der verlängerten Achse angebrachten Segeln hin.
Das Mahlwerk und die hölzernen Zahnräder sind erhalten, sie befinden sich im Inneren des steinernen Turms.

## Geschichte
Vor der Erfindung der Dampfmaschine war eine Windmühle (ebenso wie eine Wassermühle) die einfachste und billigste Art, Getreide zu Mehl zu verarbeiten.
Der Ursprung des Bauwerks liegt im Jahr 1725. Unter der Herrschaft des 66. Großmeisters Antonio Manoel de Vilhena (1722–1736) wurde an dieser Stelle die erste Mühle erbaut. Er hatte die Fondazione Vilhena begründet, eine Stiftung, deren Zweck es war, Windmühlen zu bauen, um den Nahrungsmittelbedarf der wachsenden maltesischen Bevölkerung zu decken. Jedoch führte wohl die Verwendung minderwertiger Steine und schlechten Mörtels dazu, dass die erste Mühle in den 1780er-Jahren abgebrochen und eine neue gebaut wurde. Sie ist eine der wenigen Windmühlen aus der Zeit des Johanniterordens, die noch erhalten sind. Nachdem der letzte Müller, Gużeppi Grech (genannt Żeppu ta’ Kola) 1987 gestorben war, wurde das Bauwerk umfassend restauriert und der Öffentlichkeit zugänglich gemacht. Die Mühle wird von Heritage Malta verwaltet.